# Parafia św. Mikołaja w Brzeźnicy Książęcej
Parafia św. Mikołaja w Brzeźnicy Książęcej – parafia rzymskokatolicka z siedzibą w Brzeźnicy Książęcej, znajdująca się w archidiecezji lubelskiej, w dekanacie Czemierniki.

## Zasięg parafii
Do parafii należą wierni z następujących miejscowości: Brzeźnica Książęca-Kolonia, Brzeźnica Książęca, Juliopol, Nadzieja, Zabiele-Kolonia.